# Nieuwe Kunst

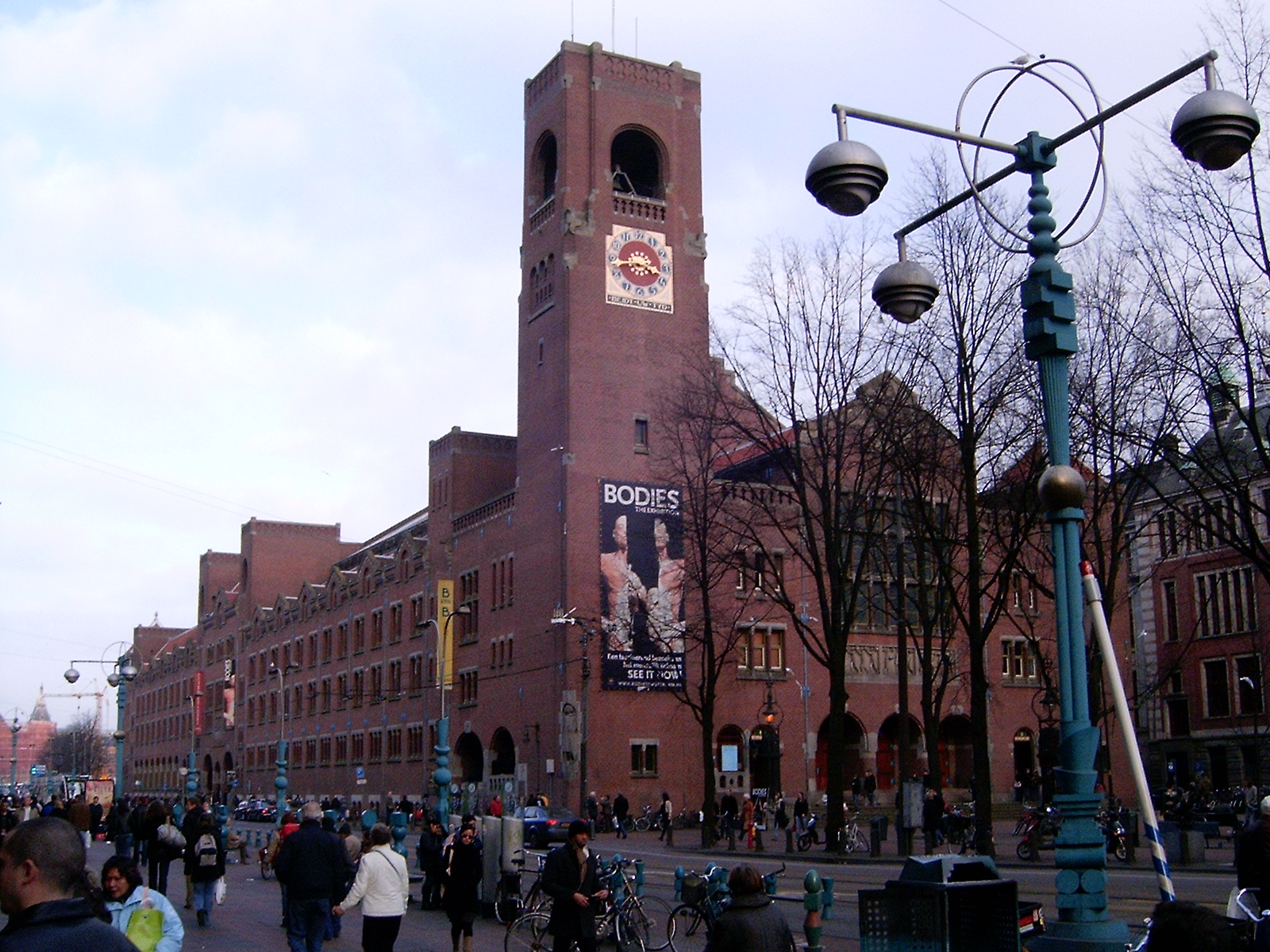
La Bourse d'Amsterdam par H.P. Berlage

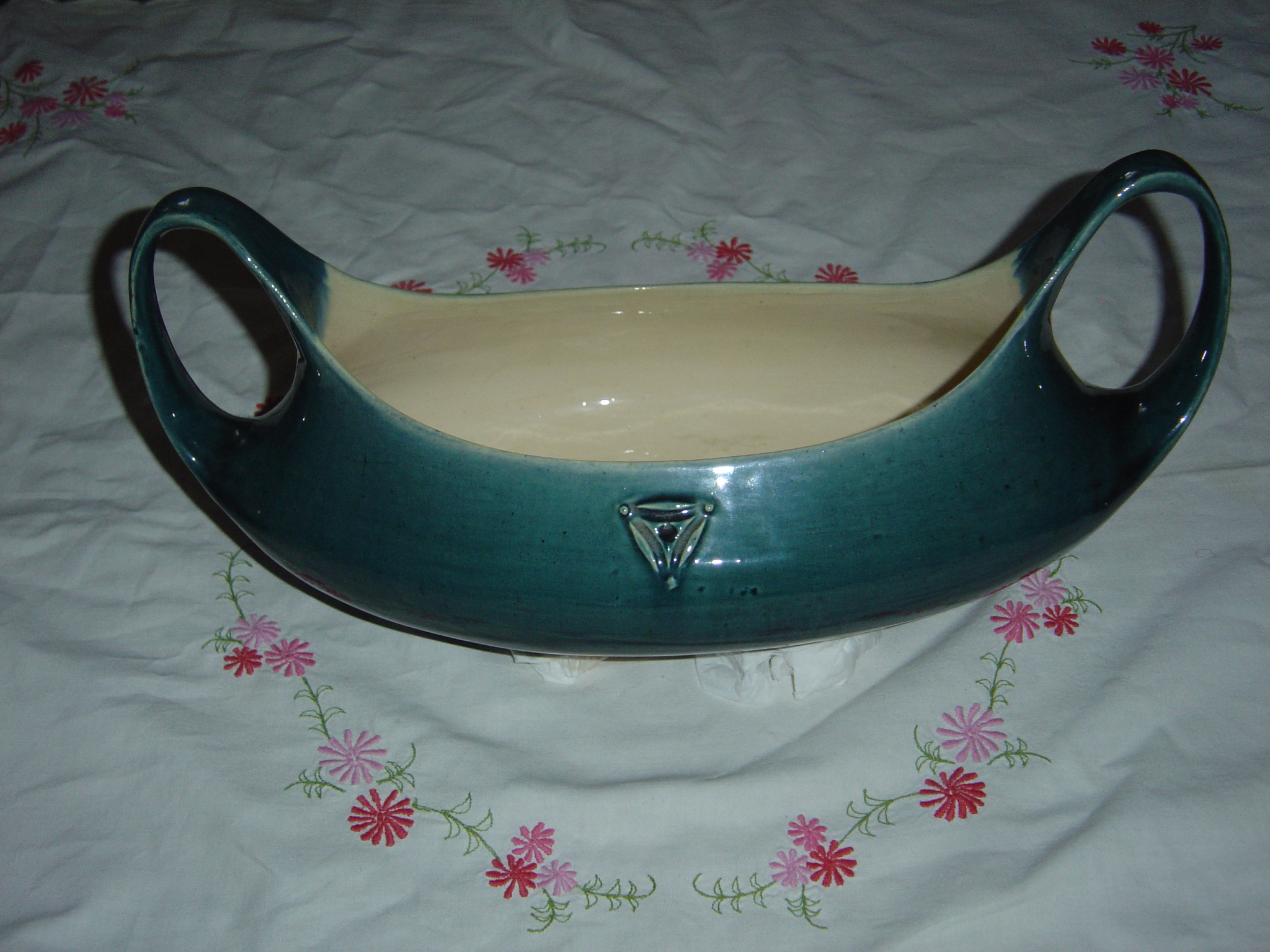
Jardinière de la fabrique De Kat, par Govert-Marinus Augustijn, entre 1902 et 1918.

« Nieuwe Kunst » (traduction littérale en néerlandais des termes « Art nouveau ») est le nom donné à un style d'Art nouveau typique des Pays-Bas.
Ce terme désigne la contribution néerlandaise à l'Art nouveau international. Toutefois, on préfère d'habitude employer l'expression Jugendstil qui renvoie à un courant plus universel[réf. souhaitée]. L'expression « Nieuwe kunst » n'étant pas encore entrée dans la langue française comme Jugendstil, il y a lieu de l'écrire entre guillemets.

## Caractéristiques du «Nieuwe Kunst»
Ce n’est qu’à partir de 1960 que l’on a employé aux Pays-Bas l’expression « Nieuwe Kunst » pour désigner l’Art nouveau typiquement hollandais, auquel le peuple par dérision donnait le nom de « slaolie » – huile de salade - ; la forme principale d'ornement dans le « Nieuwe Kunst » consistait en l’emploi d’une figure géométrique figurant souvent des séries de blocs ou bien des plantes et des animaux très stylisés, comme on peut le voir dans l’œuvre de Jac. van den Bosch (nl) pour la création de meubles, d'un Jan Toorop pour la peinture, d'un Hendrik Petrus Berlage pour l'architecture ou d'un Govert-Marinus Augustijn pour l'art de la céramique. Berlage restait cependant méfiant vis-à-vis des excès décoratifs de l'Art nouveau, y compris ceux plus tempérés du «  Nieuwe Kunst ».